# Astrothorax waitei
Astrothorax waitei is een slangster uit de familie Gorgonocephalidae.
De wetenschappelijke naam van de soort werd in 1909 gepubliceerd door William Blaxland Benham.